# Dode hoek (voertuig)

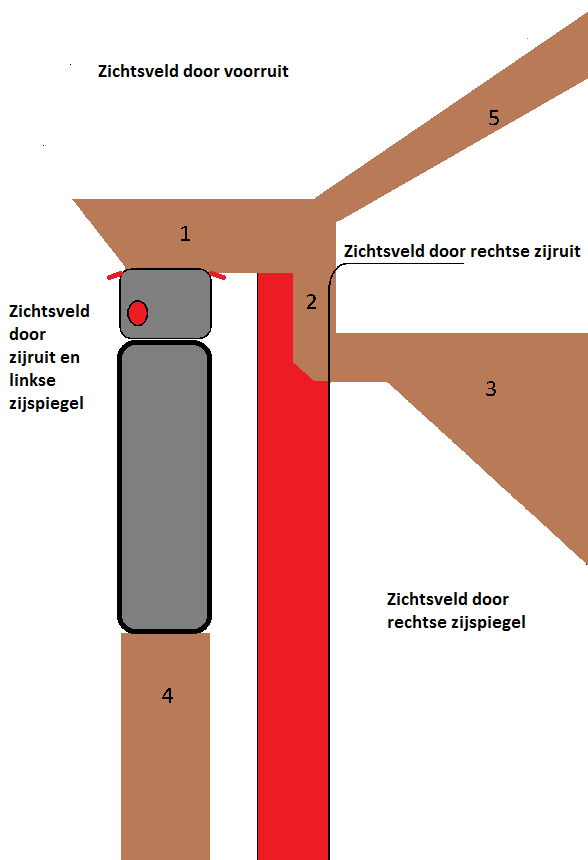
De dode hoeken bij een vrachtwagen: 1) Dode hoek vooraan, 2) Dode hoek aan de zijkanten, 3) Dode hoek schuin rechts achter, 4) Dode hoek achteraan, 5) Dode hoek door koetswerk

Dode hoeken zijn die ruimten rond een voertuig die de chauffeur vanuit het voertuig niet kan waarnemen. Ze worden ook wel blinde hoeken genoemd. Een dode hoek kan tot levensgevaarlijke situaties leiden.

## Dode hoeken
Men heeft bij vrijwel alle gemotoriseerde vierwielers vijf dode gebieden waar men geen zicht op heeft. Hieronder staan ze in volgorde van nummering op de figuur.

### Dode hoek vooraan
Vanaf de bestuurdersplaats gezien heeft een automobilist geen zicht op het stukje straat net voor het voertuig. Kleine kinderen die vlak voor een stilstaande auto de straat oversteken, worden zo over het hoofd gezien. Bij vrachtwagens is dit gebied groter.

### Dode hoek aan de zijkanten
Vanaf de bestuurdersplaats gezien heeft een automobilist direct zicht door de rechterzijruit via de rechterzijspiegel. Via deze spiegel heeft hij indirect zicht op het maaiveld dat zich schuin achter dicht naast de auto bevindt.
In de meeste lage auto's kan de bestuurder direct zicht op deze hoek hebben, door de zijruiten, soms in een schuifdeur geplaatst.
In de meeste personen- en bestelauto's kan de bestuurder direct zicht op deze hoek hebben via de rechterzijruit. De bestuurder van een vrachtauto waar de ruiten hoog zitten, ziet soms een laag object in deze hoek over het hoofd.
Aan de linkerkant bevindt zich ook een dode hoek van dit type. In alle automodellen kan de bestuurder door de linkerruit direct zicht op deze hoek krijgen, door het hoofd te draaien.

### Dode hoek schuin rechtsachter
Deze dode hoek is een dode hoek aan de zijkant die veroorzaakt wordt doordat de chauffeur zelf linksvoor in het voertuig zit en rechtsachter alleen via de rechterzijspiegel kan zien. Het gebied voor het zichtsgebied van deze zijspiegel is een dode hoek.

### Dode hoek achteraan
Net achter het voertuig kan men een gebied niet zien. Bij personenwagens is dit gebied beperkt omdat men door de achterruit kan kijken. Alleen het gebied onder het zichtveld door de achterruit is dan een dode hoek. Hierdoor kunnen kleine paaltjes of kleine kinderen die net achter de auto passeren aan het zicht onttrokken worden. Bij voertuigen waar men niet door de achterruit kan kijken, zoals vrachtwagens, is dit een groter gebied, waardoor hele voertuigen die achter de vrachtwagens staan onopgemerkt blijven. Daarom hebben sommige vrachtwagens camera's, waarmee de chauffeur via een scherm de achterliggende dode hoek kan observeren. Personenauto's hebben in plaats daarvan een spiegel, die boven de voorruit hangt. Door deze spiegel ziet de chauffeur de achterliggende dode hoek.

### Dode hoek door koetswerk
Soms spreekt men ook van een vijfde dode hoek, die veroorzaakt wordt door de stijl tussen de voorruit en de zijruiten. Dit gebied is klein en is aan de linkerkant verwaarloosbaar. Bij vrachtwagens echter is dit gebied aan de rechterzijde groter en kunnen kleine objecten aan het zicht worden onttrokken.

### Specifieke voertuigen

#### De dode hoeken door aanhanger of caravan
Als een auto met aanhanger de bocht in draait, heeft de chauffeur via een van de buitenspiegels geen direct zicht op de zijkant van de aanhanger; hij kan dan ook niet zien of de achterkant veilig kan uitzwenken.

#### Vrachtauto's
Vooral bij vrachtwagens is de dode hoek groter, wat het gevolg is van de hooggelegen positie van de cabine en de grootte van het voertuig. In de opleiding voor het groot rijbewijs wordt veel aandacht aan dode hoeken besteed.

### Objecten op de voorruit
Objecten op de voorruit kunnen een niet te verwaarlozen extra dode hoek creëren waardoor vooral kleinere objecten en verkeersdeelnemers als voetgangers en fietsers aan het zicht kunnen worden onttrokken. Dit geldt voor stickers, hangertjes en met name opkleefbare schermpjes van navigatiesystemen.

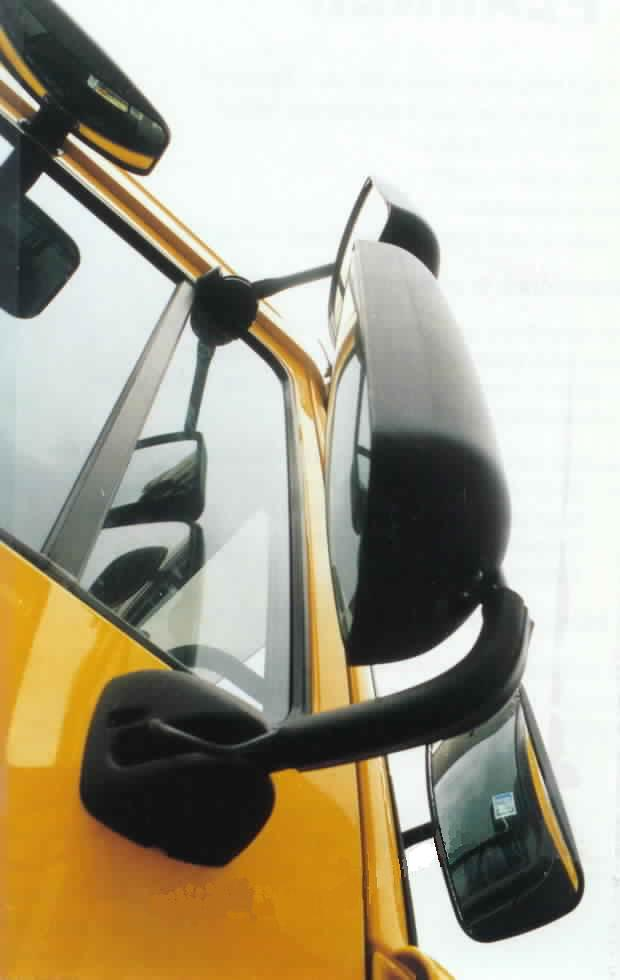
Dodehoekspiegel (rechts)

## Dodehoekspiegel
Om het gevaar van de dode hoeken bij voertuigen op te vangen, wordt gebruikgemaakt van dodehoekspiegels. Hiervoor bestaan twee soorten: spiegels op het voertuig gemonteerd en spiegels die op gevaarlijke plaatsen zoals kruispunten worden gemonteerd.

### Dodehoekspiegel op voertuigen
Deze dodehoekspiegel wordt onder of boven de zijspiegel van het voertuig gemonteerd. Deze spiegel wordt ook wel doblispiegel (dode- en blindehoekspiegel) genoemd. De hoek van het spiegelend oppervlak staat kleiner en langer ingesteld, waardoor het zichtbare gebied net naast het voertuig is. Een juiste afstelling is echter noodzakelijk. Hiervoor bestaan speciale spiegelafstelplaatsen. De spiegel wordt echter vaak verkeerd afgesteld en helpt dan niet. Een alternatief voor de spiegel is een camerasysteem. Daarbij kan de chauffeur op een monitor in de cabine zien of zich personen naast het voertuig bevinden.

### Verplichtingen

#### Europa
In Europa is sinds 2011 een algemene richtlijn van toepassing die dodehoekspiegel op vrachtwagens verplicht stelt.
Vanaf 7 juli 2024 moeten alle nieuwe vrachtauto's in Europa (veiligheidsverordening 2019/2144) voorzien zijn van bijkomende veiligheidssystemen waaronder een afbuigassistent of dodehoeksysteem, dat de bestuurder verwittigt als er zich voetgangers of fietsers bevinden bij het rechts afslaan.

#### België
In België is de dodehoekspiegel voor vrachtwagens verplicht sinds 2003.

#### Nederland
Naar aanleiding van vele ongelukken werd in Nederland voor vrachtwagens de dodehoekspiegel met ingang van 2003 verplicht gesteld.
Tot de verplichtstelling werd besloten door minister Tineke Netelenbos van Verkeer en Waterstaat, nadat de schrijfster Anna Enquist haar een open brief had geschreven. Enquist verloor op 3 augustus 2001 haar 27-jarige dochter toen die op de Dam werd overreden door een vrachtwagen. De chauffeur had haar niet gezien, doordat zijn vrachtwagen niet beschikte over een dodehoekspiegel. Netelenbos sloot aanvankelijk een convenant met de vrachtwagenbranche. Alleen nieuwe vrachtwagens zouden met een dodehoekspiegel worden uitgerust. Toen Enquist betoogde dat dan alle oude vrachtwagens een gevaar op de weg bleven, ging de minister alsnog overstag.
De Koninklijke Landmacht van Nederland heeft ook op alle operationele voertuigen dodehoekspiegels aangebracht. De laatste spiegel werd op 17 februari 2003 symbolisch bevestigd door staatssecretaris Cees van der Knaap.

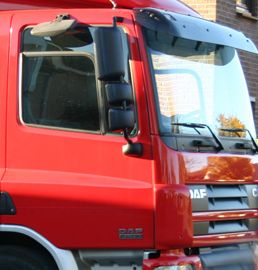
Spiegels veroorzaken ook een dode hoek: als de motorrijder de chauffeur niet ziet...

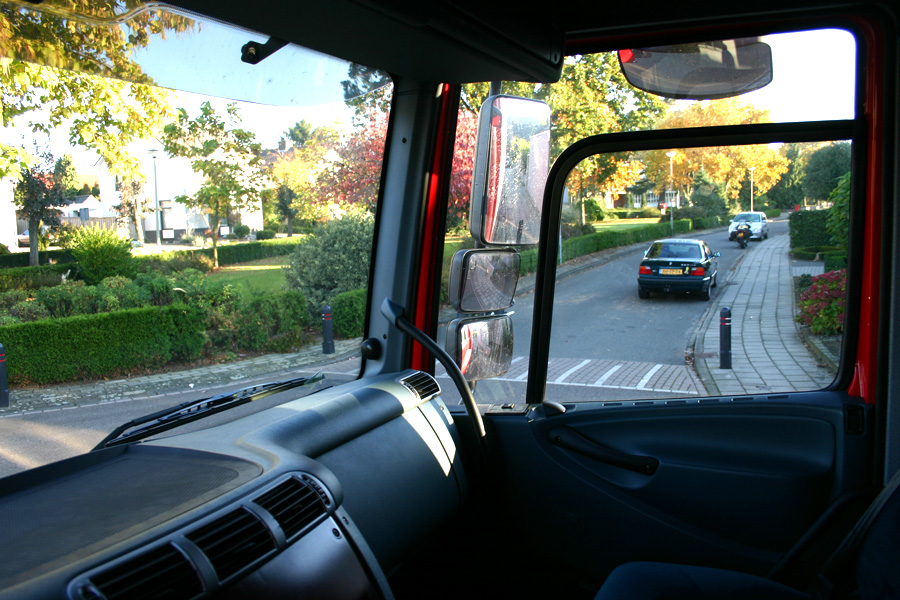
...is dat omgekeerd ook zo.

### Vast opgestelde dodehoekspiegels
Dit zijn bolle spiegels onder een verkeerslicht gemonteerd. De chauffeur kan via deze spiegel zien of er zich een persoon naast hem bevindt.

#### Nederland
Als eerste gemeente in Nederland voorzag Amsterdam verkeerslichten van vaste dodehoekspiegels.
In oktober 2004 werden drie van deze spiegels aangebracht als proef. In april 2006 werd bekend dat de gemeente had besloten er nog 100 te plaatsen. Voordelen van deze spiegels zijn:
- Een wachtende chauffeur kijkt gewoonlijk in de richting van het verkeerslicht, waardoor de spiegel goed in zijn gezichtsveld zit.
- De spiegel biedt ook zicht op de ruimte vlak voor een vrachtauto, waar zich bijvoorbeeld kleine kinderen zouden kunnen bevinden.

## Camera's
Op 20 september 2018 presenteerde Mercedes-Benz bij de opening van de bedrijfswagententoonstelling van Hannover een nieuw model Actros, die in plaats van met spiegels is uitgerust met camera's. De camerabeelden zijn voor de chauffeur te zien op een beeldscherm in de cabine. De dode hoek is in dit systeem tot een minimum beperkt. Dit model is in juli 2019 door Vos Transport uit Deventer in Nederland geïntroduceerd.